# Yola Reding
Yola Mathilde Anna Mersch-Reding (Vianden, 31 maart 1927) is een Luxemburgs kunstschilder.

## Leven en werk
Yola Reding werd geboren in de stad Vianden als een dochter van postbeambte Johann Peter Reding en Irma Maria Theis. Ze werd opgeleid aan de École nationale supérieure des beaux-arts in Parijs, de kunstacademie in Nancy, de Parijse Académie Julian, de Rijksakademie van beeldende kunsten in Amsterdam en het Palazzo Spinelli in Florence en werkte enige tijd in de Cité Internationale des Arts in Parijs. In 1951 trouwde ze met de advocaat Jacques Mersch.
Reding schilderde aanvankelijk figuratieve landschappen en portretten, maar gaandeweg werd haar werk abstracter. "Een rustgevende eenvoud van veelal geometrische vormen de basis van Reding's abstracte werk, de warme, ingetogen kleurenharmonie met soms zeer verrassende dissonanten geven haar werken een mysterieuze warme diepte", aldus het Lëtzebuerger journal in 1964. In haar latere jaren maakt ze gebruik van gemengde techniek, waarbij ze haar doeken in stroken snijdt en samenvoegt tot nieuw werk en woorden, patronen of tekens toevoegt. Vanaf 1950 nam ze deel aan de salons van de Cercle Artistique de Luxembourg. Verder exposeerde ze onder meer met Ben Heyart, Coryse Kieffer en Charles Kohl bij galerie La Studio (1959),, met Renée Arend, Heyart en Kohl bij La Studio (1960), met Heyart, Kieffer, Kohl en Lucien Wercollier bij de gemeentelijke galerie in Esch-sur-Alzette (1962), in Prüm bij de Europese vereniging van beeldende kunstenaars uit de Eifel en de Ardennen (1962), met Heyart bij Galerie Paul Brück (1964), tijdens een groepsexpositie van Luxemburgse kunstenaars in het museum van Elsene (1965) en met Wenzel Profant -als voormalige bewoners van de Cité Internationale des Arts- in het Centre Culturel Français (1976). Solotentoonstellingen had ze onder andere in Galerie Interart (1968), de gemeentelijke galerie in Esch (1973) en de Galerie de Luxembourg (1986, 1992). 
De schilderes ontving voor haar werk de Prix Grand-Duc Adolphe (1963) en de International Art Prize (1973) van het Metropolitan Museum in Tokyo. Haar werk is opgenomen in  het Musée National d'Histoire et d'Art en openbare collecties in Tokyo en Washington.
- Musée national d'archéologie, d'histoire et d'art: lkl000651